# Escobilla (electricidad)

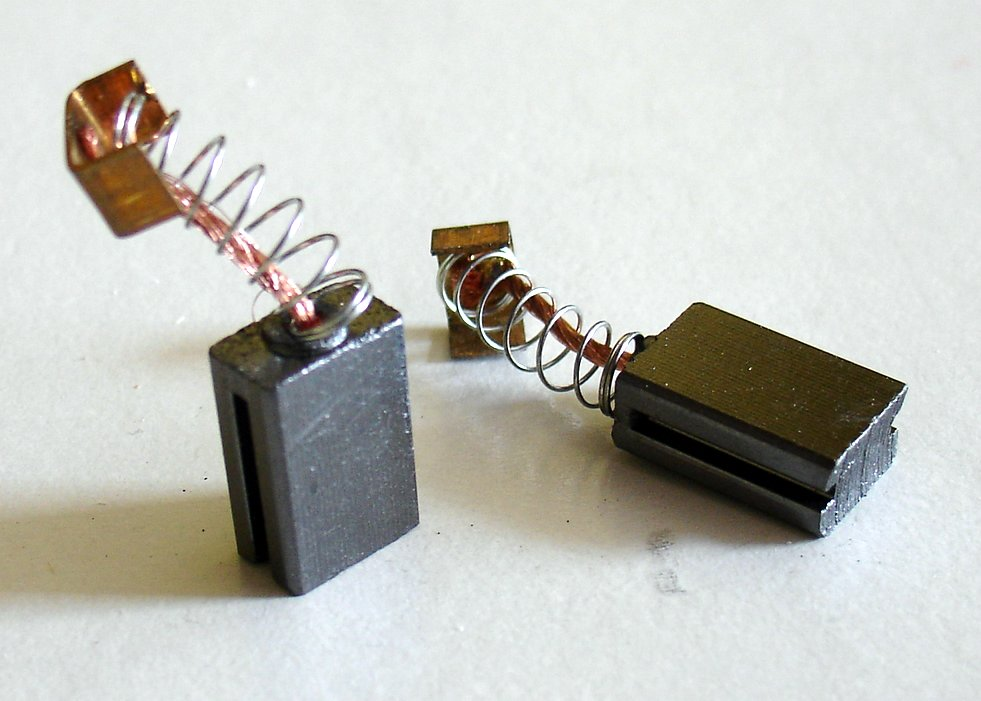
Escobillas.

En electricidad, se necesita frecuentemente establecer una conexión eléctrica entre la parte fija y la parte rotativa de un dispositivo. Este es el caso de los motores o generadores eléctricos, donde se debe establecer una conexión de la parte fija de la máquina con las bobinas del rotor.
Para realizar esta conexión, se fijan dos anillos en el eje de giro, generalmente de cobre, aislados de la electricidad del eje y conectados a las terminales de la bobina rotatoria. En frente de los anillos, se disponen unos bloques de grafito que, mediante unos resortes, hacen presión sobre ellos para establecer el contacto eléctrico necesario. Estos bloques de grafito se denominan escobillas (carbones, coloquialmente) y los anillos rotatorios reciben el nombre de colector. 
En algunos tipos de máquinas electromagnéticas, como los motores o los generadores de corriente continua, los anillos del colector están divididos en dos o más partes, aisladas unas de otras y conectadas a una o más bobinas. En este caso, cada una de las partes en que está dividido el colector se denomina delga.
Debido a que, por el roce que se ocasiona al girar el dispositivo se produce un desgaste por abrasión, las escobillas deben ser sustituidas periódicamente. Por este motivo se han inventado los motores eléctricos sin escobillas.

## Historia

Conmutador con escobillas.

Resulta curioso el hecho de que un elemento con estructura poliédrica se denomine escobilla, cuando para nosotros el término escobilla siempre está asociado hacia algo filamentoso. En realidad, la escobilla, como tal, surgió como resultado a un problema que se presentó cuando las primeras máquinas eléctricas fueron desarrolladas. El problema que debían resolver era llevar una corriente eléctrica desde una masa giratoria a una masa estacionaria (lo que se conoce hoy en día como rotor y estátor).
El primer elemento que se utilizó para llevar corriente eléctrica de una masa giratoria a una masa estacionaria fue, precisamente, una escoba, una brocha. El inventor, tomó un cable con una serie de filamentos metálicos, como virutas de fundición, los agrupó con un anillo metálico, como una brocha de afeitar, y las dispuso en contacto con una superficie energizada, el anillo rozador de un generador de corriente alterna rudimentaria. De ahí, que su nombre original en el idioma inglés fuera brush, nombre que respondía exactamente al elemento que se estaba inventando. Esta solución resultó ser relativamente práctica para máquinas pequeñas y máquinas lentas. Pero en la medida en que las potencias de los generadores se fueron haciendo más grandes, la brocha de pelos metálicos ya era desechada, porque éstos se recalentaban, se fundían rápidamente y se quebraban. Por esta razón se vio la necesidad de pasar a un material más resistente. 
Se llega entonces a lo que es una escobilla para máquinas eléctricas, que se define en primera instancia como un frotador-conductor de corriente. Un elemento mecánico y eléctrico cuya misión es transferir corriente de intensidad muy variable, entre la masa giratoria y su circuito exterior de alimentación o utilización.
El primer error que se cometió fue pensar en la utilización de un material conductor. Se pensó en escobillas de cobre, hierro y bronce, las cuales realizaron muy bien su trabajo como conductores, pero no resultaron ser buenos materiales en relación de roce, ya que debido al alto coeficiente de rozamiento que hay entre dos superficies metálicas, ambas se deterioraban rápidamente. Debido a que desgastaban rápidamente los anillos, las llamadas "escobillas metálicas" fueron apartadas. 
Como consiguiente se invirtió el análisis. Fue preciso buscar primero un buen frotador que tuviera unas condiciones aceptables como conductor. Después de muchas evaluaciones se llegó a un material sólido, como el carbón. En ese momento era un carbón amorfo, de características muy diferentes a las que se conocen hoy en día. Sin embargo, la idea ha persistido hasta la actualidad (2018), debido a que la estructura molecular del carbón es excelente para la fricción. Lo cierto es que éste se deteriora con el tiempo y desgasta también al mismo colector, aunque debe pasar un periodo de tiempo muy prolongado para que esto suceda.
La composición molecular del carbón en forma de grafito recuerda a la forma de un libro. Son moléculas hexagonales dispuestas en forma de láminas como si de un libro se tratase y es muy fácil retirar sus capas externas. Esto se puede comprobar si sujetamos una escobilla y pasamos por ella el dedo; advertiremos que la capa es muy fácil de desprender. Esta característica convierte a este material en un candidato excelente para la fricción.
El carbón es un material auto-lubricado, que no ataca la superficie sobre la que está frotando y no se desgasta aceleradamente. El grafito o carbón no es un excelente conductor de la electricidad; sin embargo, se puede intervenir eléctrica y químicamente sobre él para convertirlo en un "regular" o "buen" conductor de la electricidad, condición que resulta de un valor incalculable cuando tiempo después se llega a la máquina de corriente continua.
El desarrollo de las máquinas eléctricas potenció rápidamente que se desarrollaran también los diversos materiales para la fabricación de escobillas. Es decir, si la primera máquina fue el generador de corriente alterna, más adelante aparecería el propio motor de corriente alterna, la aparición de la corriente continua con su generador, su motor y una serie de desarrollos como la Máquina Fraccionaria Universal y los motores de corriente alterna con velocidad variable, o el mismo motor de inducción con rotor bobinado que presenta una serie de retos para las escobillas y obligó a los fabricantes a desarrollar grados especiales e innovaciones continuas en este campo.
Los ferrocarriles, en la mayoría de los países, han adoptado motores de corriente continua con unidades convertidoras, bien sea en subestaciones o en un tren. Las máquinas laminadoras y las de tracción eléctrica utilizadas en las minas de carbón requieren frecuentemente la alimentación en corriente continua, que también ofrece ventajas en la propulsión marina y plantas auxiliares. En síntesis, el desarrollo en el diseño y el control de las máquinas de corriente continua las hace sumamente útiles para trabajos de toda naturaleza. 
El funcionamiento satisfactorio de las máquinas de corriente continua se ha debido, en gran parte, al uso de escobillas de carbón especiales con una correcta graduación, y de los polos de conmutación. El estudio de las escobillas de carbón y su aplicación correcta en las máquinas modernas es de gran importancia para todos los usuarios de maquinaria eléctrica.
La correcta aplicación y selección de las escobillas, conjuntamente con el adecuado mantenimiento, se traduce en la mejora del rendimiento de la máquina y en unos menores costes de parada.